# ニーヨ
ニーヨ（Ne-Yo 本名：Shaffer Chimere Smith 1979年10月18日 - ）はアメリカ合衆国アーカンソー州出身のR&Bシンガーソングライター、音楽プロデューサー。アフリカ系アメリカ人だが、彼の母方の祖父が中国系アメリカ人。身長173cm。

## プロフィール
ネバダ州ラスベガスにて母親はピアニスト、父親はベーシスト、家族全員がシンガーという音楽一家の家庭環境で育つ。高校時代にエンヴィー(Envy)というボーカルグループに所属。マーカス・ヒューストンの「That Girl」がデビュー曲になる予定だった。名前は友人がマトリックスでキアヌ・リーブス演じるネオ(Neo)から付けた。権利上の都合や新しいものだという意味をこめ、綴りをNe-Yoに。
デフ・ジャムとの契約を機にピーディ・ピーディ(Peedi Peedi)の「Stay」やゴーストフェイス・キラー(Ghostface Killah)の「Get Down Like That (Remix)」など多くのアーティストと競演したり、プロデュースしたりしている。デビュー前にマリオ(Mario)に2004年リリースの「Let Me Love You」を提供し、その大ヒットを受けて話題になった。後にJAY-Zと初めて会った際、｢どうしてLet Me Love Youを自分で歌わなかったんだ！｣と言われたというエピソードがある。
2006年には満を持してデビューを果たす。
2006年には日本の3人組コーラスグループFull Of Harmonyの『BRAND NEW DAY』をプロデュース。
2007年11月、レーベルメイトであるUtada（宇多田ヒカル）とのデュエット曲「Do You feat. Utada」を配信限定リリース、20万ダウンロードを記録した（2009年9月リリースの日本限定コンピ盤『NE-YO: THE COLLECTION』に収録）
2008年9月12日放送の『ミュージックステーション』にて、日本には7回来日しており、日本のアニメやマンガが大好きで、学生時代は授業中によくマンガを描いていたと告白した。
2009年2月20日、ニューヨークのラジオシティミュージックホールで行なわれた2daysライブには、エレクトリック・レッド、ジャズミン・サリヴァン、ミュージック・ソウルチャイルドをゲストに迎え完璧なライブを披露した。
2010年10月27日には生放送の『スッキリ!!』にて新アルバムから「Beautiful Monster」をダンサーと共に披露し、持っている帽子の数は「何千と」「自宅の壁かけ収納棚に所持している」と答え、マイケルジャクソンが亡くなる前に曲を送っていたが今後どのような形で発表するかは未定、また自身で歌うのかも未定、いつか発表出来るように検討すると言い残した。
日本のアニメーションに関心があり『ドラゴンボールZ』が一番好きだと答え、実際にジェスチャーをしながら簡単に「かめはめ波」を披露した。なかでもベジータが特にお気に入りで「悪い奴だけど優しい所があり実は良い奴なのがいい」「悟空も好きだが彼は純粋過ぎる」と語っている。他の作品では『DEATH NOTE』、『犬夜叉』、『カウボーイビバップ』、『NARUTO -ナルト-』もDVDで観るのが好きなどと熱烈に語っていた。ボウリングにもハマっており、スコアは200で13〜14ポンドの球を使うと語っている。
2012年、デフ・ジャムからモータウンへ移籍。同レーベルのA&R部門のバイス・プレジデントに就任し、新人育成にも関わっていくことになる。

## ディスコグラフィ

### アルバム
| 年                                        | タイトル              | アルバム詳細 | チャート最高位 | チャート最高位 | チャート最高位 | チャート最高位 | チャート最高位 | チャート最高位 | チャート最高位 | チャート最高位 | チャート最高位 | 認定                                                            |
| 年                                        | タイトル              | アルバム詳細 | US             | AUS            | CAN            | GER            | IRL            | NL             | NZ             | SWI            | UK             | 認定                                                            |
| ----------------------------------------- | --------------------- | --- | -------------- | -------------- | -------------- | -------------- | -------------- | -------------- | -------------- | -------------- | -------------- | --------------------------------------------------------------- |
| 2006                                      | In My Own Words       | - 発売日: 2006年2月28日 - レーベル: Compound, Def Jam - フォーマット: CD, LP, digital download - 全米売上: 140万枚 | 1              | 41             | 9              | 27             | 81             | 50             | 35             | 11             | 14             | - US: プラチナ - UK: ゴールド                                   |
| 2007                                      | Because of You        | - 発売日: 2007年5月1日 - レーベル: Compound, Def Jam - フォーマット: CD, LP, digital download - 全米売上: 163万枚  | 1              | 39             | 8              | 54             | 34             | 30             | 34             | 49             | 6              | - US: プラチナ - UK: ゴールド                                   |
| 2008                                      | Year of the Gentleman | - 発売日: 2008年6月24日 - レーベル: Compound, Def Jam - フォーマット: CD, LP, digital download - 全米売上: 180万枚 | 2              | 7              | 4              | 22             | 13             | 26             | 6              | 9              | 2              | - US: プラチナ - CAN: ゴールド - NZ: ゴールド - UK: 2× プラチナ |
| 2010                                      | Libra Scale           | - 発売日: 2010年11月22日 - レーベル: Compound, Def Jam - フォーマット: CD, LP, digital download - 全米売上: 50万枚 | 9              | 36             | —              | 53             | 24             | 48             | —              | 15             | 11             | - US: ゴールド - UK: シルバー                                   |
| 2012                                      | R.E.D.                | - 発売日: 2012年11月6日 - レーベル: Compound, Motown - フォーマット: CD, LP, digital download - 全米売上: 30万枚   | 4              | 37             | 24             | —              | —              | —              | —              | 58             | 17             | - UK: シルバー                                                  |
| 2015                                      | Non-Fiction           | - 発売日: 2015年1月27日 - レーベル: Compound, Motown - フォーマット: CD, LP, digital download                      | 5              | 25             | —              | 75             | 78             | 44             | 29             | 59             | 16             |                                                                 |
| "—"は未発売またはチャート圏外を意味する。 |                       | |                |                |                |                |                |                |                |                |                |                                                                 |

### 日本限定
- I Love Ne-yo: Ne-yo Songs（2008年）
- NE-YO: THE COLLECTION (2009年) - ベストアルバム（「Do You feat. Utada」収録）

## シングル
- ステイ - Stay （2005年）
- ソー・シック - So Sick （2006年）
- ウェン・ユア・マッド - When You're Mad （2006年）
- セクシー・ラヴ - Sexy Love （2006年）
- ビコーズ・オブ・ユー - Because of You （2007年）
- ドゥ・ユー - Do You （2007年）
- キャン・ウィ・チル - Can We Chill （2007年）
- ゴー・オン・ガール - Go on Girl  （2007年）
- クローサー - Closer （2008年）
- ミス・インディペンデント - Miss Independent （2008年）
- マッド - Mad （2008年）
- ノック・ユー・ダウン - Knock You Down
- パート・オブ・ザ・リスト- Part of the List　（2009年）

## 楽曲提供
クリスティーナ・ミリアン
- I'm Sorry
- Y'all Ain't Nothin'

Mario
- Let Me Love You
- If
- What's It Gonna Be

リアーナ
- Unfaithful
- Hate That I Love You
- Good Girl Gone Bad
- Question Existing
- Take a Bow

クリス・ブラウン
- So Glad

ビヨンセ
- Irreplaceable
- Flaws and All

スヌープ・ドッグ
- Like This

ジェイ・Z
- Minority Report

Full Of Harmony
- Brand New Day

メアリー・J・ブライジ
- Smoke
- What Love Is
- Fade Away
- Work in Progress

レオナ・ルイス
- I'm You

セリーヌ・ディオン
- I Got Nothin' Left

ニコール・シャージンガー
- Happily Never After

ジャネット・ジャクソン
- Rock with U
- Can't B Good
- Discipline
- Let Me Know

アッシャー
- His Mistakes

ジェニファー・ハドソン
- Spotlight

リンジー・ローハン
- Bossy

w-inds.
- Truth〜最後の真実〜

## 来日公演
2006年
- 6月7日 東京・Shibuya O-EAST
- 6月8日 大阪・BIG CAT

2007年
- 2月2日 沖縄・沖縄ナムラホール
- 2月3日 神奈川・横浜ベイホール

2009年 『YEAR OF THE GENTLEMAN』来日ツアー
- 1月8日 東京・日本武道館
- 1月9日 東京・日本武道館
- 1月10日 大阪・大阪城ホール
- 1月12日 愛知・Zepp Nagoya

2011年  “NE-YO JAPAN TOUR 2011”
- 3月19日 愛知・日本ガイシホール
- 3月20日 神戸・ワールド記念ホール
- 3月22日 神奈川・横浜アリーナ

2015年  SPRINGROOVE 2015・単独公演
- 3月26日 愛知・日本ガイシホール
- 3月28日 千葉・幕張メッセ
- 3月29日 神戸・ワールド記念ホール
- 3月30日 神奈川・パシフィコ横浜

## 映画出演
- セイブ・ザ・ラストダンス2 Save The Last Dance 2 （2006年）
- ストンプ・ザ・ヤード Stomp The Yard （2006年）
- 世界侵略: ロサンゼルス決戦 Battle: Los Angeles （2011年）
- Red Tails （2012年）